# 北斗の拳
『北斗の拳』（ほくとのけん）は、原作：武論尊、作画：原哲夫による日本の漫画、およびそれを原作・題材としたテレビアニメ、ゲームなどのメディアミックス作品。
本項では原作である漫画を中心に、その関連作品についても述べる。

## 作品解説
世界的な核戦争によって文明と人々の秩序が失われ、争いが繰り返されるという最終戦争後の199X年（20世紀末）が舞台。暴力が支配する弱肉強食の世界に現れた伝説の暗殺拳"北斗神拳"の伝承者・ケンシロウの生きざまを描くハードボイルドアクション。1980年代の『週刊少年ジャンプ』を代表する作品の一つであり、漫画家・原哲夫と漫画原作者・武論尊の最大のヒット作にして代表作でもある。初出版である連載版は『週刊少年ジャンプ』（集英社）1983年41号から1988年35号に掲載され、当時一大ブームを巻き起こした。
内容的には北斗神拳を使うケンシロウをはじめとした登場人物たちが様々な拳法を駆使して戦いながら織りなす宿命的な物語の他に、北斗神拳で（主に悪党の）人間の頭や胴体が破裂する描写「ひでぶ」「あべし」「たわば」などといった断末魔の叫びや悲鳴やケンシロウが相手に対して「お前はもう死んでいる。」と死を告げる際の決め台詞、「秘孔を突く」といった表現などが人気を博した。
アニメのタイトルにもなった「世紀末救世主伝説」はその後のメディアミックス全体で使われるようになっている。
連載当時の単行本は1984年から1989年まで出版されたジャンプ・コミックス全27巻。その後も様々な出版社から物理的な紙製の本のみならず様々な媒体で刊行され続けている（詳細は#書籍を参照）。2019年11月時点で単行本や文庫本、愛蔵版、究極版、完全版等の関連書籍全てを合わした全世界累計発行部数は1億部を突破している。
また2019年の時点でのメディアミックス（全収益）は218億＄（2兆9000億円以上）を超えており、全世界のコンテンツで歴代17位（日本のコンテンツでは歴代8位）に位置する大ヒット作品となっている。
2023年9月13日、北斗の拳生誕40周年を記念して完全新作アニメ『北斗の拳 -FIST OF THE NORTH STAR-』が制作されることが発表された。スタッフ・キャストは一新され、原作に忠実にアニメ化される予定。

## あらすじ
第一部（第1話 - 第136話〈第1巻 - 第16巻〉）
西暦199X年、世界は核の炎に包まれた。
だが、人類は死に絶えてはいなかった。国家が機能を失い、暴力がすべてを支配する世界となった核戦争後の大地で、一子相伝の暗殺拳北斗神拳の伝承者ケンシロウはかつての親友で南斗聖拳の伝承者シンによって七つの傷を胸に刻まれ、将来を誓い合った許嫁のユリアを奪われる。
元は暴力を嫌う心優しい性格だったケンシロウだが、冷酷な復讐鬼となり悪党たちを容赦なく叩きのめしていく。旅の途中で出会ったリンやバットを連れて、旅を続けるケンシロウは関東一円を支配する「KING」の首領、因縁のシンと再会し、死闘の末に倒すがユリアは転落死を遂げたと伝えられる。
旅の中でケンシロウは南斗六聖拳の伝承者たちと出会い、ときにかけがえのない親友として、ときに強敵として戦いを繰り広げる。そんな中、ケンシロウを騙って暴虐の限りを尽くすジャギを皮切りにかつての伝承者候補だった3人の師兄たちの生存を知る。中でも、ケンシロウにとってかけがえのない恩人で、真の伝承者として北斗神拳を受け継ぎ、医療に役立てるはずだったトキの消息が気がかりとなっていた。囚われの身となっていたトキと再会するため、監獄都市カサンドラを解放し初めて救世主と呼ばれたケンシロウであったが、トキはケンシロウとユリアを守るために被爆した影響から死を目前としていた。
やがて、長兄にしてケンシロウ最大のライバルであるラオウが拳王軍を率いて現れる。世紀末覇王を目指すラオウは自らの力を背景として核戦争後の混乱に終止符を打とうと目論んでいた。その野望を止めるべくラオウの実弟トキは戦士としてラオウに死を賭した戦いを挑むも敗れる。そして、ラオウは南斗六聖拳の最後の将でその実生存していたユリアを手中にすべく、彼女を護る南斗五車星の戦士たちを次々に倒していく。愛と哀しみを背負い、北斗神拳究極奥義「無想転生」を会得したケンシロウは激闘の末にラオウを倒し、余命の短いユリアとささやかで平穏な日々を過ごす。
ケンシロウと黒王号（「LAST PIECE」）
ケンシロウがラオウを倒し、リンとバットに再会するまでを描くスペシャルエピソード。『月刊コミックゼノン』の2014年5月号に前編、同年6月号に後編が掲載され、究極版第11巻に全編が収録された。
第二部（第137話 - 第210話〈第16巻 - 第24巻〉）
時は流れ、リンは美しい女性に成長し、バットも逞しい青年に成長していた。時代の混迷は続き、拳王ラオウの脅威が消えると新たに天帝を擁する元斗皇拳が台頭し、バットたち「北斗の軍」は彼らの支配に立ち向かっていた。ユリアと死別したケンシロウはバットたちの苦境に力を貸し、元斗皇拳との争いの渦中に身を投じる。そんな中、リンは修羅の国に連れ去られてしまう。
連れ去られたリンを追い求め、北斗のルーツがある修羅の国に渡ったケンシロウは、ラオウとトキの実兄で北斗琉拳の伝承者カイオウが支配する修羅の国で新たな戦いの運命に巻き込まれる。ハンを皮切りに始まった北斗対北斗の戦い。続いてカイオウの謀略によってケンシロウは生き別れの実兄ヒョウとの戦いを余儀なくされ、何とか彼を正気に戻すことに成功するもヒョウは戦闘による負傷の影響から死を目前に迎える。
最後はヒョウを利用し狂わせた強敵カイオウとの戦いに勝利し、カイオウは改心。そしてヒョウは戦闘による負傷でカイオウに抱かれながら亡くなり、カイオウも自害することを決め、ヒョウの亡骸を抱えながら溶岩に埋まり、二つの北斗の混迷に終止符を打った。
カイオウに記憶を奪われていたリンはその実ケンシロウを深く愛していたが、ケンシロウはバットにリンを託し二人に別れを告げる。
終章（第211話 - 第245話〈第24巻 - 第27巻〉）
ケンシロウは次代の北斗神拳伝承者としてラオウの遺児リュウを後継者に選ぶ。そして、ケンシロウとの旅の途中でラオウの子として才覚を発揮するリュウを、ラオウの死後も忠誠を尽くすバルガに預ける。やがて、旅を続けるケンシロウは記憶を失い、同じくバットの計らいで再び記憶を失ったリンと再会を果たす。だが、ケンシロウを憎む最後の敵・ボルゲとの戦いで記憶を取り戻したケンシロウは改めて弟分のバットにリンを託すのだった。

## 登場人物
ケンシロウ
主人公。北斗の末弟。一子相伝の暗殺拳・北斗神拳の正統伝承者。数々の強敵（とも）たちと死闘を繰り広げる。
バット
第一部では少年。たまたま知り合ったケンシロウと旅を続け、出会いと別れが続く過酷な旅の同行者となる。
成長した第二部では帝都の圧政と戦う“北斗の軍”の若きリーダーになる。リンを愛しながらも見守り続け、その愛と幸福を守ろうと闘い続けた。終盤では記憶をなくした2人のためにボルゲと対峙する。
リン
第一部では少女。ケンシロウに救われ、バットと共にケンシロウの戦いを目撃する。
第二部では美しい女性に成長。バットと共に“北斗の軍”の若きリーダーとなる。修羅の国では囚われの身となる。
マミヤ
村を守るリーダーの女戦士。レイが愛した女性。終盤でも登場し、ボルゲと闘うバットの手助けをする。
レイ
南斗水鳥拳の伝承者でケンシロウの仲間。妹はアイリ。南斗六聖拳の一人であり、宿星は「義星」。
ラオウ
北斗の長兄。カイオウ、トキとは実の兄弟。世紀末覇王として乱世に天を掴むという野望を抱く。ケンシロウの宿命のライバルであり、最大の強敵。その影響力は非常に大きく、死後も回想シーンで登場し続ける。
ユリア
ケンシロウの婚約者。南斗聖拳の秘密に関わり様々な運命に遭遇する。南斗六聖拳の一人であり最後の将を務める。
トキ
北斗の次兄でケンシロウの師兄。心優しい人格者で弟たちを庇い被爆。不治の病に冒され伝承者候補から外れる。再会後はケンシロウを導く。
シン
北斗神拳と対を成す南斗聖拳、南斗孤鷲拳の伝承者。南斗六聖拳の一人であり、宿星は「殉星」。
ヒョウ
第二の羅将でケンシロウの実兄。北斗宗家の嫡男で北斗琉拳の伝承者。最初はケンシロウと敵対するが、戦闘後に和解し仲間になる。彼との戦闘が原因で重傷になる。再会後はリンを救うために奔走した。
カイオウ
第一の羅将でラオウ、トキの実兄。北斗神拳と対を成す北斗琉拳の伝承者。実力のみが全てという「修羅の国」を作り上げる。

## 『週刊少年ジャンプ』での連載の経緯
『週刊少年ジャンプ』編集者の堀江信彦は、自らの趣味であるモトクロスを題材にした漫画を執筆することを新人の原哲夫に勧めた。そこで生まれたのが原のデビュー作である『鉄のドンキホーテ』であるが、人気が振るわなかったことと堀江の「もっと大きな話が書ける」という判断から僅か10回で打ち切りとなった。次回作として原が熱望した中国拳法のアイディアを元に、『北斗の拳』の原型となる読み切り作品「北斗の拳」「北斗の拳II」が『フレッシュジャンプ』1983年4月号と6月号に掲載された。両作品共に読者アンケート1位を獲得。巻末作品がアンケート1位を取るという事態を受け、西村繁男編集長の承認を経て本誌である『週刊少年ジャンプ』での連載が決定した。
読み切り版「北斗の拳」は、主人公霞拳四郎が北斗神拳で恋人ユキを殺した悪と闘うというもので、時代設定は現代である。秘孔や北斗七星などの要素はこの時から採用されており、「お前はもう死んでいる」の原型となった「あんたもう死んでるよ」という台詞も登場する。原はこの「お前はもう死んでいる」を堀江の発案としている。『週刊少年ジャンプ』での連載にあたり、時代設定は核戦争後の近未来となり、奪われた恋人を探す設定となった。読み切り版「北斗の拳」は『鉄のドンキホーテ』単行本巻末に収録されている。
週刊連載にあたり、原哲夫の「作画に時間が掛かるため、1人で週刊連載はできない」との意を汲み、堀江は原作者として候補の中から武論尊を起用。武論尊が「現代劇では無理、今の高校生のままでは俺は書けない」「肉体的・拳法の強さを出すには近代兵器が無い方がいい、武器のない時代にしよう」と提案したことで、核戦争後の世紀末を舞台とした作品となった。以降、武論尊の原作をベースに3人でストーリーを作る制作体制が確立し、堀江はストーリー制作に関与するため連載終了まで担当編集者を務め、連載中は原と武論尊はほとんど会うことなく堀江が仲介者として調整する方式となった。本作の最終回には原哲夫や武論尊と同等の扱いで堀江の名前がクレジットされている。武論尊のストーリー作りは即興的で伏線の張り方も直感頼りであり、武論尊は「当時はよく先の展開が分からないと言われたけど当然だよね。だって作者が分かってないもの」と冗談交じりに語っている。これには「先の展開をあまり決めずに読者の反応を見ながらストーリーを作る」という当時のジャンプ編集部の方針もあった。
『週刊少年ジャンプ』での読者アンケートでは初回で2位を獲得。2回目以降は3年間にわたり1位を維持する人気作品となり、落ち込み傾向にあった『ジャンプ』を救う看板作品となった。一方で褒められると調子に乗る原の性格を考慮した堀江は、連載中にこれらの投票結果を原に一切伝えなかった。ラブコメ路線で30万部差までに追撃していた『週刊少年サンデー』を突き放し、1984年末に『ジャンプ』が400万部を達成。後の600万部体制の足がかりとなった。これについて西村は、書籍『さらば、わが青春の「少年ジャンプ」』において、「サンデーのラブコメ路線を北斗の一撃が粉砕した。これにより、他誌の人気ジャンルには正反対のジャンルの作品をぶつけるというパターンができた」と語っている。
武論尊と原は後述するケンシロウとラオウとの闘いの決着をもって物語を完結させる意向だったが、当時の『ジャンプ』編集部の業務命令（この時点の編集長は後藤広喜）により連載は延長される。武論尊はラオウの死後、新展開の構想のため2ヶ月間は休載できると思っていたが、実際には翌週から開始せねばならず、連載終了後は「ラオウ編以降はあまり覚えていない」と発言している。

## 諸設定

### 世界
『北斗の拳』の世界は、第三次世界大戦による全面核戦争が勃発した199X年から始まる。冒頭の「199X年、世界は核の炎に包まれた」というその199X年は1999年を意識して描かれたと、後に原哲夫は語っている。
核戦争後の世界では、地上は荒土と化し、国家機構も崩壊している。これに伴い、通貨や貨幣も無価値となっている。また、電気を始め近代文明の所産の大半が失われているが、遺産として拳銃、自動小銃、火炎放射器、バイク、自動車などは残っており、アニメ・新劇場版ではヘリコプターや戦車も登場する（武器については後述）。また、水は飲料水や農業用水としての需要の高さが影響して、あまり存在しないのに対し、バイクや車の燃料となるガソリン、軽油などの石油製品は大量に存在している。その一方、水や食糧の生産・流通システムは崩壊し、独力での農耕や狩猟、あるいは物々交換、果ては略奪といった形で確保しなければならない。ただし、河川や湖や井戸といった物は存在しており、そこを拠点に水や魚を確保することはできる。また、集落や町を基点に食料や奴隷などの物品を扱う商人もいる。
核戦争を生き延びた人類は、各地で集落を築いて細々と暮らす人々とそういった村々を襲撃する暴徒の両極端に分かれており、暴力がすべてを支配する世の中になっている。北斗神拳伝承者であるケンシロウは、そういった暴徒を必殺の拳で次々と葬っていき、ラオウやトキら他の伝承者、そしてレイやシュウを始めとする「強敵（とも）」と拳を交していく。
核戦争から時間が経過するにつれ、国家や文明崩壊による混乱の収拾が見られ、国家や秩序といったものが復活していく。しかし、国家や地域間において治安や生活レベルでは大幅に格差が存在する。また、農業などの食糧生産システムも時間をかけて回復していく。

### 地理
物語の開始時点での舞台は日本ということにされており、KINGが「関東一円を支配する暴力組織」であると解説されるほか、冒頭で聖徳太子の描かれた1万円札が登場している。また、KING編では日本語で書かれた文章が登場する。終章でも時間軸上冒頭の時点で書かれた、日本語の文章が登場している。ただし、その後は、地名や著名な建造物など日本を連想させる要素は登場していない。
その他、後に登場した修羅の国に渡航できる海を「唯一残された海」としているが、新劇場版では“死の海”と呼ばれた「唯一残された海」の他に美しい海がそのままに残っているシーンがある。
一方では、サヴァの国のような新興国や勢力が誕生したり、ブランカのような長い歴史と伝統を持つ国が存続している場合もある。

### 北斗神拳
一子相伝の暗殺拳であり、中国拳法の一派とされる。人間の潜在能力を全て活用し、そのエネルギーで人間の体に数多く存在するといわれる「経絡秘孔」を突くことで、人体を内部から破壊することを極意とする一撃必殺の拳法である。
巨漢が体のあちこちの"秘孔"を指で突かれただけで、筋肉の異常な収縮により自分の体をコントロールできなくなったり、体が内部から破壊されて破裂するという描写となっている。アニメでの演出は前述の描写をシルエットや透過光を用いて残虐性を抑えているほか、電撃が走るような描写と効果音が入る。

### 身長
『北斗の拳』世界の人々は、子供を除き平均身長がかなり高い。作中では180cm台のケンシロウでも「チビヤロウ」呼ばわりされている。中には10m以上あるようにしか見えない者（デビル・リバース）が登場することもある。
現実の成人男性よりもかなり大きな体格や、逆に小さな体格として描写される人物たちに関しては、作画担当の原哲夫は「体のサイズを誇張して描くことで、人物の勢いや印象がわかるように調節しているだけであり、フィクションとはいえ身長5mや10mの人間が作中で生活しているような想定は特にしていない」という趣旨のコメントをしている。作中に登場する巨大な馬である黒王号も作者はこの類の単なる誇張として大きく描いたと証言している。

### 死兆星
死の運命を背負った者には、北斗七星の脇に輝く小さな星「死兆星」が視認可能となる設定がある。
なお、この星はアルコルという実在の天体であり、アマチュア天文学の方面では二重星の好例としてよく取り上げられる恒星である。視力が悪いと一つの星にしか見えないこともあり、人によって見えたり見えなかったりするため、「見えると死ぬ」「見えないと死ぬ」といった伝説が各地にある。古代ギリシャやローマ帝国では、徴兵合格基準として死兆星が視力検査に使われていて、死兆星が見える視力の良い者＝戦争で大怪我や死に繋がるとされた。
『北斗の拳』以外の作品でも数多く取り上げられている（地球以外の実在天体を扱った事物#アルコル）。

### 武器
核戦争後の混沌とした世界が舞台であるため、村々を襲撃する野盗や暴徒の類は様々な武器を使用している。拳法を極めた類の人間であっても、こうした武器を使う必要がある場面も多く、需要は大きい。
核戦争で文明が崩壊しているので、ミサイルや原子力潜水艦のようなハイテク兵器は残っていない。主要な武器は、剣や槍、斧や棍棒のような接近戦用の武器である。また、ウイグルの鞭といった何らかの仕掛けを備えた武器も存在する。この他、毒物や毒を仕込んだ武器も使われている。また、火薬を使用しない単純構造の飛び道具として弓やボウガン、ニードルガンが活用されている。
ただし、アニメオリジナルキャラクターでシン（KING）の部下が使用するものとして、ヘリコプター、この世に1つしかないという戦車、列車砲、要塞として改造された昔の軍艦、モンケン（鉄球付きの工事用重機）などの機械が登場した。また、アニメ版『天の覇王』では投石器が、ゲーム『北斗無双』では火炎瓶やバリスタ砲に不発弾のミサイル、さらにジャギが使う武器としてロケットランチャーや戦術核兵器が、またマミヤが使う武器として閃光弾が登場している。
銃、ダイナマイトなどの爆弾の類は、多少は残っているものの数は極めて少ない。銃が登場するシーンでは、登場人物が弾丸の残量について言及している（アニメではフウガとライガに機関銃、サウザーに散弾銃を用いて挑んだキャラクターが一蹴されている）。こうしたハイテク兵器皆無、銃器は稀少という世界設定は、上述の通り拳法家を活躍させるための武論尊の方針が理由であった。

### 断末魔の叫び・悲鳴
本作の特色を現す要素の一つとして、作中で敵が断末魔（臨終）の際に上げる異様な叫びや悲鳴が挙げられる。代表的なものに「ひでぶ」「あべし」「たわば」などがある。これらはアニメでは多用されたが、原作では1回しか使用されていないものもある。ハートが遺した断末魔の叫び「ひでぶ」の由来は「ひで＝痛て（ハートの「いてぇよお〜!」という台詞）」＋体の破裂する音「ぶ」の合成である、と原が文庫版『北斗の拳』最終巻で解説している。
これらの断末魔は、あまりの斬新さから編集部には全く理解されず誤植扱いされ、武論尊も当時は誤植だと思っていた。しかしNHK BSプレミアムの「アナザーストーリーズ 北斗の拳誕生〜舞台裏のもう一つの格闘〜（2018年11月20日放送）」に出演した原によると、実際には「誤植じゃねえよ、おれすんごく考えてやってんだよ」と誤植説を否定しており、上述の「ひでぶ」については何度も挑戦してようやく校正を通ったものだと述べている。また個性的な断末魔については、「人が死ぬのはリアルに書きたくない、滑稽さが出ると緩和される」というのが理由で、原が少年時代に傾倒した赤塚不二夫の作品に登場する「レレレのレー」や「ケムンパスパス」を例に挙げて「それで育ってるから僕らは当たり前なんですよ変な言葉は」としている。
アニメ版においては、千葉繁などのいわゆる「やられ役」要員の番組レギュラー出演者らにより、アフレコ現場で様々な断末魔演技が開発され続け、声優の言葉遊びの中から生じた叫び声もあり、物語が進むにつれてエスカレートしていった。神谷明のインタビューによれば、「今日は後期印象派で死のう」と打ち合わせておいて「ゴッホ」「ゴーギャン」などと叫んだこともあったという。これについては千葉の項も参照。

## 影響を受けた作品・与えた作品など
最終戦争後の世界の設定、登場人物の服装、主人公ケンシロウの性格設定などは、映画『マッドマックス2』（1981年）とその主人公マックス（メル・ギブソン）の多大な影響を受けていた。映画では他に『キリング・フィールド』の影響が言及されている。ケンシロウの容姿面では、初期においてはブルース・リーの影響が強く、ヌンチャクを操るシーンも何度かある。人物の隆々とした筋肉の描写は、原いわくフランク・フラゼッタの影響が強い。
また、特定の作品ではないが、武論尊が連載前にカンボジア旅行で目撃した、ポル・ポトの虐殺によって荒廃した街の風景も、本作の世界観に影響を与えた。このため、同様に際立って治安が悪い地域や無政府状態の地域を揶揄する表現として、「北斗の拳状態」や「世紀末状態」などと表現されることがある。たとえば事実上の無政府状態にあるソマリアや、最悪期の南アフリカ共和国のヨハネスブルグなどのような状況である。
『北斗の拳』の大ヒットを受けて、以後のコミックやB級アクション映画などに本作の亜流・二番煎じが雨後の竹の子のように出現した。筋骨隆々の主人公が逆境に追い込まれた後、その武術と超人的な格闘能力で悪党をバッタバッタとなぎ倒し、その後ボスを苦戦しつつ倒し大団円になるという基本的筋書きが共通している場合が多い。さらに、その『北斗の拳』の大ヒットは掲載していた『週刊少年ジャンプ』の編集方針にも大きな影響を与え、バトルアクションが主体の格闘漫画が増加するなど、多くの作品がポスト『北斗の拳』を目指したストーリー展開を行っていくこととなる。

## 書籍
前述のとおり、本作は少年ジャンプ作品としては珍しく集英社のみならず、様々な出版社から刊行されている。
集英社からはジャンプ・コミックス全27巻を底本とした愛蔵版、文庫版（それぞれ全15巻）が刊行されている。2018年には同社より「北斗の拳ジャンプ」が刊行された。これは『週刊少年ジャンプ』創刊50周年記念に加え、本作連載開始より35年経過したことも合わせ、W記念企画として発足し、連載開始日の9月13日に発売された。
徳間書店からは2004年にコンビニコミック形式で全12巻が出版されたあと、2013年から2014年にかけて、北斗の拳30周年記念としてゼノンコミックから、カラーで描かれた原稿を完全再現しカバーイラストを全巻描き下ろし、本編の絵と台詞も加筆修正を施した「究極版」全18巻が刊行された。「後半は連載も毎週毎週苦しくて、僕ももうやめたかったし。そういう苦しみが絵にちょっと出すぎちゃってて。（中略）手を抜いてるわけではないんだけど、つめが甘くなってる」と、修正に関して第18巻のあとがきで原哲夫が語っているが、加筆修正は後半部に留まらず初期編から全編にわたって手がかけられている。この「究極版」の第11巻には武論尊の原作・原の描き下ろしたエピソードとしては現時点で最新のものとなる特別編「北斗の拳 -LAST PEACE-」が収録されている。「30周年を機に新たに作った新エピソードは、今まで俺の中でずっとひっかかっていた部分でね。ラオウとケンシロウの死闘を描いたあと、俺たちも燃え尽きた感じがあって物語を十年ほど飛ばしてしまった。そこの十年間になにがあったのかを、どうしても埋めておきたかった」と、原作者の武論尊が第11巻に寄稿している。その後、2017年にはプログレス・テクノロジーズによる「全巻一冊」シリーズとして、この「究極版」を底本として電子書籍化、クラウドファンディングを利用した限定生産方式で「刊行」（詳細は後述）された。
「全巻一冊」シリーズは紙製本だと数十巻に及ぶコミックを電子媒体に収録し、文字通り「全巻を一冊（の電子ペーパーリーダー）にまとめて刊行する」というもので、この電子ペーパーリーダーも紙製本の質感や本をめくった感触も出来るだけ再現するという特殊な装丁が為されている。2018年には電子ペーパーリーダーとコンテンツを分離、特製（※）メディアカードに先の限定生産版と同様のコンテンツを収録した分離版もリリースされた。（※）このメディアカードは、「全巻一冊」（分離版）の電子ペーパーリーダー専用で、他のデバイスでは閲覧できない。なお分離版はリーダーの販売数に上限があり一部店舗でしか扱っていないが、メディアカードに関してはリーダーを扱っている店舗で予約すれば購入できる。
2006年には小学館より完全版全14巻が刊行。
2002年より本作品の「前史」を扱う作品『蒼天の拳』に関わっているコアミックスから、フルカラー化したマスターエディションが発売されたが、刊行は4巻までで頓挫（北米でGutsoon Entertainmentより『Fist of the North Star Master Edition』という英語版が9巻まで発売されていた）。その後、付録としてフィギュアをつけた編集版全24巻が発売されている。

## 書誌情報

### 単行本
- 武論尊（原作） / 原哲夫（作画） 『北斗の拳』 集英社〈ジャンプ・コミックス〉、全27巻
  1. 「心の叫びの巻」1984年3月15日第1刷発行、ISBN 4-08-851661-3
  2. 「悪魔の処刑！ の巻」1984年6月15日第1刷発行、ISBN 4-08-851662-1
  3. 「怒り！ 地獄の果てまで!! の巻」1984年9月15日第1刷発行、ISBN 4-08-851663-X
  4. 「ふたつの凶星！ の巻」1984年12月15日第1刷発行、ISBN 4-08-851664-8
  5. 「死闘への旅たち！ の巻」1985年3月15日第1刷発行、ISBN 4-08-851665-6
  6. 「悲劇の再会!! の巻」1985年6月15日第1刷発行、ISBN 4-08-851666-4
  7. 「眠れ 墓標なき墓に！ の巻」1985年9月15日第1刷発行、ISBN 4-08-851667-2
  8. 「今一瞬の命を！ の巻」1985年11月15日第1刷発行、ISBN 4-08-851668-0
  9. 「妖星の赤き牙！ の巻」1986年1月15日第1刷発行、ISBN 4-08-851669-9
  10. 「南斗の帝王！ の巻」1986年4月15日第1刷発行、ISBN 4-08-851670-2
  11. 「天砕く拳!! の巻」1986年7月15日第1刷発行、ISBN 4-08-851671-0
  12. 「遠い誓い！ の巻」1986年9月15日第1刷発行、ISBN 4-08-851672-9
  13. 「南斗ついに起つ!! の巻」1986年11月15日第1刷発行、ISBN 4-08-851673-7
  14. 「その時はきた！ の巻」1987年1月15日第1刷発行、ISBN 4-08-851674-5
  15. 「栄光ある敗者！ の巻」1987年3月15日第1刷発行、ISBN 4-08-851675-3
  16. 「若き狼の叫び！ の巻」1987年5月15日第1刷発行、ISBN 4-08-851676-1
  17. 「黄金の刺客！ の巻」1987年7月15日第1刷発行、ISBN 4-08-851677-X
  18. 「ふたりの天帝！ の巻」1987年9月15日第1刷発行、ISBN 4-08-851678-8
  19. 「野望の仮面！ の巻」1987年11月15日第1刷発行、ISBN 4-08-851679-6
  20. 「ラオウ伝説走る！ の巻」1988年1月15日第1刷発行、ISBN 4-08-851680-X
  21. 「幻影の魔人!! の巻」1988年3月15日第1刷発行、ISBN 4-08-851824-1
  22. 「琉拳の墓場!! の巻」1988年5月15日第1刷発行、ISBN 4-08-851825-X
  23. 「覇王の遺言！ の巻」1988年7月15日第1刷発行、ISBN 4-08-851826-8
  24. 「執念の業火果つ！ の巻」1988年9月15日第1刷発行、ISBN 4-08-851827-6
  25. 「滅びの序章 の巻」1988年11月15日第1刷発行、ISBN 4-08-851828-4
  26. 「覇王の影！ の巻」1989年1月15日第1刷発行、ISBN 4-08-851829-2
  27. 「さらば愛しき者たちよ･･･の巻」1989年3月15日第1刷発行、ISBN 4-08-851830-6

### 愛蔵版
- 武論尊（原作） / 原哲夫（作画） 『北斗の拳』 集英社〈愛蔵版コミックス〉、全15巻
  1. 「心の叫び」1991年8月21日発売[15]、ISBN 4-08-782601-5
  2. 「南斗の男！」1991年9月20日発売[16]、ISBN 4-08-782602-3
  3. 「死闘への旅たち！」1991年10月18日発売[17]、ISBN 4-08-782603-1
  4. 「凶星炸裂！」1991年11月20日発売[18]、ISBN 4-08-782604-X
  5. 「永遠の別れ！」1991年12月13日発売[19]、ISBN 4-08-782605-8
  6. 「愛ゆえに！」1992年1月20日発売[20]、ISBN 4-08-782606-6
  7. 「ただ愛のために！」1992年2月20日発売[21]、ISBN 4-08-782607-4
  8. 「宿命の岐路」1992年3月19日発売[22]、ISBN 4-08-782608-2
  9. 「新伝説創造！」1992年4月20日発売[23]、ISBN 4-08-782609-0
  10. 「ふたりの天帝！」1992年5月20日発売[24]、ISBN 4-08-782610-4
  11. 「宿命の伝説！」1992年6月19日発売[25]、ISBN 4-08-782611-2
  12. 「非情の再会!!」1992年7月20日発売[26]、ISBN 4-08-782612-0
  13. 「さらば愛しき者たちよ！」1992年8月20日発売[27]、ISBN 4-08-782613-9
  14. 「狼は死なず!!」1992年9月18日発売[28]、ISBN 4-08-782614-7
  15. 「そして荒野へ･･･」1992年10月20日発売[29]、ISBN 4-08-782615-5

### 文庫版
- 武論尊（原作） / 原哲夫（作画） 『北斗の拳』 集英社〈集英社文庫〉、全15巻
  1. 1997年5月16日発売[30]、ISBN 4-08-617283-6
  2. 1997年5月16日発売[31]、ISBN 4-08-617284-4
  3. 1997年7月18日発売[32]、ISBN 4-08-617285-2
  4. 1997年7月18日発売[33]、ISBN 4-08-617286-0
  5. 1997年9月18日発売[34]、ISBN 4-08-617287-9
  6. 1997年9月18日発売[35]、ISBN 4-08-617288-7
  7. 1997年11月18日発売[36]、ISBN 4-08-617289-5
  8. 1997年11月18日発売[37]、ISBN 4-08-617290-9
  9. 1998年1月16日発売[38]、ISBN 4-08-617291-7
  10. 1998年1月16日発売[39]、ISBN 4-08-617292-5
  11. 1998年3月18日発売[40]、ISBN 4-08-617293-3
  12. 1998年3月18日発売[41]、ISBN 4-08-617294-1
  13. 1998年5月15日発売[42]、ISBN 4-08-617295-X
  14. 1998年5月15日発売[43]、ISBN 4-08-617296-8
  15. 1998年5月15日発売[44]、ISBN 4-08-617297-6

### 完全版
- 武論尊（原作） / 原哲夫（作画） 『北斗の拳 完全版』 小学館〈BIG COMICS SPECIAL〉、全14巻
  1. 2006年1月30日第1刷発行、ISBN 4-08-851661-3
  2. 2006年1月30日第1刷発行、ISBN 4-09-180243-5
  3. 2006年2月28日第1刷発行、ISBN 4-09-180267-2
  4. 2006年2月28日第1刷発行、ISBN 4-09-180268-0
  5. 2006年3月15日第1刷発行、ISBN 4-09-180280-X
  6. 2006年3月15日第1刷発行、ISBN 4-09-180308-3
  7. 2006年4月27日第1刷発行、ISBN 4-09-180517-5
  8. 2006年4月27日第1刷発行、ISBN 4-09-180518-3
  9. 2006年5月30日第1刷発行、ISBN 4-09-180536-1
  10. 2006年6月30日第1刷発行、ISBN 4-09-180564-7
  11. 2006年7月28日第1刷発行、ISBN 4-09-180762-3
  12. 2006年8月30日第1刷発行、ISBN 4-09-180763-1
  13. 2006年9月29日第1刷発行、ISBN 4-09-180776-3
  14. 2006年10月30日第1刷発行、ISBN 4-09-181008-X

### 究極版
- 武論尊（原作） / 原哲夫（作画） 『北斗の拳 【究極版】』 徳間書店〈ゼノンコミックスDX〉、全18巻
  1. 2013年9月20日第1刷発行、ISBN 978-4-19-980151-8
  2. 2013年9月20日第1刷発行、ISBN 978-4-19-980152-5
  3. 2013年10月19日第1刷発行、ISBN 978-4-19-980166-2
  4. 2013年10月19日第1刷発行、ISBN 978-4-19-980167-9
  5. 2013年11月20日第1刷発行、ISBN 978-4-19-980174-7
  6. 2013年11月20日第1刷発行、ISBN 978-4-19-980175-4
  7. 2013年12月20日第1刷発行、ISBN 978-4-19-980181-5
  8. 2013年12月20日第1刷発行、ISBN 978-4-19-980182-2
  9. 2014年1月20日第1刷発行、ISBN 978-4-19-980189-1
  10. 2014年1月20日第1刷発行、ISBN 978-4-19-980190-7
  11. 2014年4月19日第1刷発行、ISBN 978-4-19-980206-5
  12. 2014年4月19日第1刷発行、ISBN 978-4-19-980207-2
  13. 2014年5月20日第1刷発行、ISBN 978-4-19-980213-3
  14. 2014年5月20日第1刷発行、ISBN 978-4-19-980214-0
  15. 2014年6月20日第1刷発行、ISBN 978-4-19-980218-8
  16. 2014年6月20日第1刷発行、ISBN 978-4-19-980219-5
  17. 2014年7月19日第1刷発行、ISBN 978-4-19-980225-6
  18. 2014年7月19日第1刷発行、ISBN 978-4-19-980226-3

### 新装版
- 武論尊（原作） / 原哲夫（作画） 『北斗の拳 新装版』 コアミックス〈ゼノンコミックスDX〉、全18巻
  1. 2023年9月13日第1刷発行、ISBN 978-4-86-720540-2
  2. 2023年9月13日第1刷発行、ISBN 978-4-86-720541-9
  3. 2023年9月20日第1刷発行、ISBN 978-4-86-720542-6
  4. 2023年9月20日第1刷発行、ISBN 978-4-86-720543-3
  5. 2023年10月20日第1刷発行、ISBN 978-4-86-720544-0
  6. 2023年10月20日第1刷発行、ISBN 978-4-86-720545-7
  7. 2023年11月20日第1刷発行、ISBN 978-4-86-720546-4
  8. 2023年11月20日第1刷発行、ISBN 978-4-86-720547-1
  9. 2023年12月20日第1刷発行、ISBN 978-4-86-720548-8
  10. 2023年12月20日第1刷発行、ISBN 978-4-86-720549-5
  11. 2024年1月19日第1刷発行、ISBN 978-4-86-720550-1
  12. 2024年1月19日第1刷発行、ISBN 978-4-86-720551-8
  13. 2024年2月20日第1刷発行、ISBN 978-4-86-720552-5
  14. 2024年2月20日第1刷発行、ISBN 978-4-86-720553-2
  15. 2024年3月19日第1刷発行、ISBN 978-4-86-720554-9
  16. 2024年3月19日第1刷発行、ISBN 978-4-86-720555-6
  17. 2024年4月19日第1刷発行、ISBN 978-4-86-720556-3
  18. 2024年4月19日第1刷発行、ISBN 978-4-86-720557-0

## 著名人のファン
ウータン・クランなどの活動で知られるヒップホップ・アーティストのRZAは、『獣兵衛忍風帖』と並び『北斗の拳』を一番好きなアニメとして挙げている。
ヒップホップ・アーティストのJeru the Damajaのアルバム『The Sun Rises in the East』冒頭で、映画版『北斗の拳』冒頭の音声が使用されている。
角田信朗は自分の息子と娘にケンシロウ、ユリアと名づけているほか、『真救世主伝説 北斗の拳 ラオウ伝 激闘の章』に赤鯱役の声優として起用もされている。
漫画家の星野円は、同人誌活動では北斗の拳のパロディ同人誌をメインとしている。
イギリスの元キックボクサー・アクション俳優のゲイリー・ダニエルズは自分が出演した『北斗の拳』の実写映画の縁で自分の三男にケンシロウ(Kenshiro)という名前を付けた。
2013年1月31日には、テレビ朝日のバラエティ番組『アメトーーク!』の番組企画として「北斗の拳芸人」が放送された。ゲスト芸人はキャイ〜ン天野、土田晃之、よゐこ濱口、ペナルティ・ヒデ、シャンプーハット小出水、アンガールズ山根、ケンドーコバヤシ。なお、司会の宮迫博之が胃がん手術後初の企画収録となったこの回では、原哲夫が描き下ろした雨上がり決死隊両名をモチーフにした劇画タッチ「アメトの拳」の巨大イラスト作品が、番組に快気祝いも兼ねて贈呈された。
第72代横綱・稀勢の里は『北斗の拳』の大ファンで化粧廻しに『北斗の拳』のキャラクターをあしらったものを作成し、2017年の夏場所で使用した。稀勢の里の廻しは「ラオウ」、太刀持ちの大関・高安が「ケンシロウ」、露払いの松鳳山が「トキ」といった具合で話題となる。吉祥寺の飲食店「カフェゼノン」で期間限定で一般公開された。また、自身の引退時には「相撲人生に一片の悔いなし」とラオウのセリフを引用したコメントをしている。

## アニメ
1984年にテレビアニメ化され、これを皮切りに以下の作品群が製作されている。なお、作品ごとにスタッフ・キャストは異なっている。
テレビアニメ
- 北斗の拳（1984年 - 1987年）
- 北斗の拳2（1987年 - 1988年）
- 北斗の拳 -FIST OF THE NORTH STAR-（2026年）

映画・OVA
- 北斗の拳（映画、1986年）
- 新・北斗の拳（OVA、2003年 - 2004年）
- 真救世主伝説 北斗の拳
  - 第一部 ラオウ伝 殉愛の章（映画、2006年）
  - 第二部 ユリア伝（OVA、2007年）
  - 第三部 ラオウ伝 激闘の章（映画、2007年）
  - 第四部 トキ伝（OVA、2008年）
  - 第五部 ZERO ケンシロウ伝（映画、2008年）

## 実写映画
1995年4月22日公開。ハリウッドで制作された実写版。ただし日本の東映ビデオと東北新社の共同製作であり、いわゆる「ハリウッド映画」ではなく東映Vシネマのアメリカ版である「Vアメリカ」として作られた。当時の『週刊少年ジャンプ』の特集記事によれば、制作費は2億円とのことで、原哲夫も「決して超大作ではない」とコメントしている。
主演はゲイリー・ダニエルズ。原作初期におけるケンシロウ対シンの物語を描いているが、南斗六聖拳や拳王の設定は一切登場しないため、シンは純粋な悪党に終始している。基本的に北斗神拳の描写は少なく、世紀末描写に通常の格闘アクションを加えた作品になった。人体破裂描写は特撮で再現されている。鷲尾いさ子がユリア役、マルコム・マクダウェルがリュウケン役で出演しているほか、ジャギ風の敵役でショーン・ペンの弟のクリス・ペンが出演している。日本語吹替版は、テレビアニメ版と同一のキャストによって吹替が行われている。
1997年夏に坂本浩一の監督による第2作の制作が予定されていた。この他、韓国には1993年に無許可で製作された実写版が存在しており、テレビ番組『トリビアの泉 〜素晴らしきムダ知識〜』で紹介された際には著作権元からは然るべき処置を取る予定とした一方で、あまりにも別物であることからコントではないかとコメントされている。

### あらすじ
最終戦争で荒廃した近未来。かつての誉（ほまれ）高き南斗聖拳の幟（のぼり）は恐怖政治の象徴となり、南斗の皇帝シンは人々を支配して新しい世界を作る野望に燃えていた。両雄であった北斗神拳こそ残された唯一の自由への希望だったが、殺された父であり師の称号「北斗の拳」の後継者ケンシロウはシンに立ち向かわず、荒野をさ迷っていた。
かつてシンとの戦いに負け、身体に7つの傷を負わされ、愛するユリアを奪われたケンシロウは、超人的な能力を有しながら絶望し、戦う意欲を失っていた。ケンシロウは知らなかったが、ユリアはシンの宮殿に囚われ、女王と崇められていた。ケンシロウを愛するユリアは決してシンに心を開かないが、シンはユリアのために未来都市を築くと思い定めていた。
皇帝シンに狙われている町パラダイス・バレーに立ち寄るケンシロウ。盲目の少女リンの目を秘技で治し、シンの手下を倒して町を去るケンシロウに、助力を頼もうと後を追うバット。2人が不在中に町が襲撃され、少女リンの悲鳴を心で感じ取ったケンシロウは「北斗の拳」の使命に目覚めて引き返した。
奴隷にされた人々を救い町を開放するケンシロウ。銃で狙われたケンシロウを救うために弾を受けたバットは絶命した。怒りからシンの手下を殺そうとしたケンシロウを止める亡き父の声。リンの身体に憑依したケンシロウの父は、「復讐ではなく世界の秩序を戻すためにシンと戦え」と諭した。
宮殿に乗り込み、シンと対峙するケンシロウ。死闘を制してシンを倒したケンシロウは愛するユリアを取り戻した。

### キャスト
| 役名       | 俳優                                     | 日本語吹替 |
| ---------- | ---------------------------------------- | ---------- |
| ケンシロウ | ゲイリー・ダニエルズ                     | 神谷明     |
| リュウケン | マルコム・マクダウェル                   | 北村弘一   |
| ユリア     | 鷲尾いさ子                               | 鷲尾いさ子 |
| シン       | コスタス・マンディロア                   | 古川登志夫 |
| ジャッカル | クリス・ペン                             | 金尾哲夫   |
| バット     | ダンテ・バスコ                           | 一龍斎貞友 |
| リン       | ナロナ・ヘレン                           | 鈴木富子   |
| チャーリー | ダウンタウン・ジュリー・ブラウン         | 沢海陽子   |
| アセル     | メルヴィン・ヴァン・ピーブルズ           | 水野龍司   |
| ポール     | トレイシー・ウォルター                   |            |
| スターリン | クリント・ハワード                       |            |
| ゴライアス | レオン・“スーパー・ヴェイダー”・ホワイト |            |
| ケンプ     | トニー・ホーム                           |            |
| ストーン   | パウロ・トーチャ                         |            |
| ネヴィル   | ジョージ・チェン                         |            |

- その他声の出演：島香裕、青森伸、辻親八、宝亀克寿、津田英三、大川透、麻丘夏未、松本大、中澤やよい、坪井智浩、小野英昭、定岡小百合

### スタッフ
- 監督：トニー・ランデル
- 製作：マーク・イェレン、小峯昭弘
- 製作総指揮：ゼイン・W・レヴィット、渡邊亮徳、一瀬隆重
- 企画：黒澤満
- 原作：武論尊、原哲夫
- 脚本：ピーター・アトキンス、トニー・ランデル
- 撮影：ジャック・ヘイトキン
- 美術：クラーク・ハンター
- 編集：ソニー・バスキン
- 音楽：クリストファー・L・ストーン
- 照明：R・マイケル・ストリンガー
- 助監督：ジェラルド・ディナルディ
- スタントコーディネーター：ロッキー・カペラ
- 製作協力：オズラピクチャーズ
- 制作プロダクション：Zeta Entertainment、NEO Motion Pictures
- 製作：First Look Pictures
- 配給：東映ビデオ・東北新社（日本・香港）、Overseas Filmgroup（日本・香港を除く全地域）

日本語吹替版
- 演出：福永莞爾
- 翻訳：木原たけし
- 調整：オムニバス・ジャパン
- 制作：東北新社

## 舞台作品

### 演劇
2017年6月5日に、本編で主要キャラクターに瞬殺される「ザコキャラ」たちを主役にした作品『北斗の拳 -世紀末ザコ伝説-』として舞台化が発表。同年9月にシアターGロッソで上演。

#### スタッフ（演劇）
- 原作 - 「北斗の拳」（原作：武論尊 漫画：原哲夫）
- 脚本 - 川尻恵太
- 演出 - 村井雄
- OP LIVE - 「愛をとりもどせ!!」クリスタルキング with A応P

#### キャスト（演劇）
声のキャスト
- 千葉繁

キャスト

 | - 磯貝龍虎 - 河合龍之介 - 寿里 - 花園直道 - 林野健志 - 水希蒼（A応P） - 青山フォール勝ち（ネルソンズ） - キャベツ確認中（キャプテン★ザコ、しまぞうZ） - 街裏ぴんく - 大岩主弥 - 福島悠介 - 吉野哲平 - 円盤ライダー（渡部将之、冠仁、賢茂エイジ、森田和正） - KPR／開幕ペナントレース（高崎拓郎、G.K.Masayuki、森田祐吏） | - ジャギ役トリプルキャスト - 角田信朗（9月6日19:00回、7日19:00回、9日13:00回） - 山本圭壱（極楽とんぼ）(9月7日14:00回、9日18:00回、10日17:00回） - 武田幸三（9月8日19:00回、10日13:00回） - 日替わりゲスト - 谷口賢志（6日19:00回） - 川本成（7日14:00回） - 河原田巧也（7日19:00回） - 水石亜飛夢（8日19:00回） - 中河内雅貴（9日13:00回） - 中村優一（9日18:00回） - 藤田玲（10日13:00回・17:00回） |

### ミュージカル
2021年7月16日に、ミュージカル『フィスト・オブ・ノーススター〜北斗の拳〜』の日米中国際共同制作が発表された。同年12月8日から29日に日生劇場で、2022年1月に大阪、名古屋で上演された。
2022年9月25日から30日にBunkamuraオーチャードホール、10月7日から10日に福岡キャナルシティ劇場で再演された。

#### スタッフ（ミュージカル）
- 原作 - 「北斗の拳」（原作：武論尊 漫画：原哲夫）
- 音楽 - フランク・ワイルドホーン
- 演出 - 石丸さち子
- 脚本・作詞 - 高橋亜子
- 振付 – 辻本知彦、顔安（ヤン・アン）

#### キャスト（ミュージカル）
キャスト
- 大貫勇輔 - ケンシロウ
- 平原綾香 - ユリア（ダブルキャスト）
- May'n - ユリア（ダブルキャスト）
- 加藤和樹 - トキ（ダブルキャスト）（初演）
- 小野田龍之介 - トキ（ダブルキャスト）（初演）
- 小西遼生 - トキ（再演）
- 植原卓也 - シン（ダブルキャスト）
- 上田堪大 - シン（ダブルキャスト）
- 川口竜也 - リュウケン 他（初演）
- 宮川浩 - リュウケン 他（再演）
- 白羽ゆり - トウ、トヨ（初演）
- AKANE LIV - トウ、トヨ（再演）
- 松原凜子 - マミヤ（初演）
- 清水美依紗 - マミヤ（再演）
- 伊礼彼方 - レイ / ジュウザ（交互で役替わり）（初演）、ジュウザ（再演、ダブルキャスト）
- 上原理生 - レイ / ジュウザ（交互で役替わり）（初演）
- 三浦涼介 - レイ（再演）
- 上川一哉 - ジュウザ（再演、ダブルキャスト）
- 福井晶一 - ラオウ（ダブルキャスト）
- 宮尾俊太郎 - ラオウ（ダブルキャスト）（初演）
- 永井大 - ラオウ（ダブルキャスト）（再演）
- 渡邉蒼 - バット
- 山﨑玲奈 - リン（ダブルキャスト）
- 近藤華 - リン（ダブルキャスト）（初演）
- 桑原愛佳 - リン（ダブルキャスト）（再演）
- 中山昇 - リハク ほか
- 一色洋平 - 青年ラオウ ほか
- 後藤晋彦 - ライガ ほか（初演）
- 澄人 - フドウ ほか
- 田極翼 - フウガ ほか（初演）
- 百名ヒロキ - 青年トキ ほか
- 宮河愛一郎 - ダグル ほか
- 安福毅 - ミスミ ほか（初演）
- 齋藤桐人 - ミスミ ほか（再演）

歌
- 揺るぎなき信念 - ラオウ、シン
- 心の翼 - ケンシロウ、バット、リン、マミヤ、トヨ、ミスミ
- 願いを託して - トキ、レイ
- ヴィーナスの森 - ジュウザ
- 兄弟の誓い - トキ、青年ラオウ、青年トキ、リュウケン
- 氷と炎 - ユリア
- 心の叫び - ケンシロウ

## ゲーム

### ボードゲーム・カードゲーム
ツクダホビー
- 北斗の拳 - カードゲーム
- 世紀末覇者 - ボード・ウォー・シミュレーションゲームの戦闘級

バンダイ
- 北斗の拳 対決牙一族 - 1985年発売。
- 北斗の拳 カサンドラ伝説ゲーム - 1985年発売。
- SUPER HARD ACTION 北斗の拳ゲーム - パーティジョイ シリーズの一作。
- 非常の荒野 - 「リアルゾーン」シリーズの一作。

### コンピュータゲーム
- 北斗の拳 バイオレンス劇画アドベンチャー（PC-88、PC-9801、FM-7、X1） - 1986年、エニックス（後のスクウェア・エニックス）より発売。ゲーム版では唯一の（非アクション）アドベンチャーゲーム方式。原作を元にしたオリジナルストーリーで、オリジナルキャラクターも多い。
- 北斗の拳（セガ・マークIII）- 1986年7月20日、セガより発売。横スクロールのアクションゲーム。中ボスが存在し、さらにシンやサウザーなどのボスキャラクター対決ではキャラクターがやや大きく表示され、一対一の対戦型格闘ゲーム形式の対決になる。ほぼ原作に通じる形で最後の技や技の順番が限定されており、フィニッシュシーンも存在し、同時期に発売されたファミコン版では表現しきれなかった北斗百裂拳の猛烈な乱打が表現されている。
  - SEGA AGES 2500 北斗の拳（PS2） - 2004年3月25日、セガより発売。マークIII版をフルポリゴン化したバージョン。
  - 2008年2月26日にWiiのバーチャルコンソールにてマークIII版を配信開始。
- 北斗の拳（FC） - 1986年8月10日、東映動画（後の東映アニメーション）より発売。左スクロールのアクションゲーム。ファミリーコンピュータ版のシリーズは累計で150万本。
- 北斗の拳2 世紀末救世主伝説（FC） - 1987年4月17日、東映動画より発売。右スクロールのアクションゲーム。
- 北斗の拳 新世紀末救世主伝説（MD） - 1989年7月1日、セガより発売。天帝編・修羅の国編を舞台とした横スクロールのアクションゲーム。
  - セガ・マークIIIの『北斗の拳』のシステムを踏襲した内容ではあるが、進路が分岐する他、キャラクターの会話が追加されており、アドベンチャー色のある作品に仕上がっている。即死性の高いゲーム設計、原作を把握していないと理解できないゲーム中の会話などから、ファンの期待に反するとして、ゲームとしての評価は低い[53]。
  - 2008年9月9日にWiiのバーチャルコンソールにてMD版を配信開始。
- 北斗の拳3 新世紀創造 凄拳列伝（FC） - 1989年10月19日、東映動画より発売。原作を踏襲したRPG。
- 北斗の拳 凄絶十番勝負（GB） - 1989年12月22日、東映動画より発売。対戦アクションゲーム。自分が選んだキャラクター以外に10人の敵が登場するが、ガードやコマンド技の概念がなく動きが単調、攻撃手段が基本的に同じである、当たり判定が非常にシビア、11人中6人キャラクターの行動パターンがすべて同じである、キャラクターのグラフィックの見分けがつかないなど、ゲームとしての評価は低い[54]。なお、戦うたびにレベルアップするシステムや音楽は好評。その音楽はJ-WALK（後のTHE JAYWALK）の知久光康が担当しているが、エンドクレジットでは「J-WARK」と誤表記されている。キャラクターのレベルアップ時には『RAOH IS LEVEL UP』などと文法の間違った英語が表示される[55]。
- 北斗の拳4 七星覇拳伝 北斗神拳の彼方へ（FC） - 1991年3月29日、東映動画より発売。原作後の世界を舞台にした、オリジナルストーリーのRPG。ケンシロウは行方不明であり、他の若者が主人公。
- 北斗の拳5 天魔流星伝 哀★絶章（SFC） - 1992年7月10日、東映動画より発売。オープニングでケンシロウが死ぬ、オリジナルストーリーのRPG。原作無視の展開からファンの不興を買う作品として知られる[56]。
- 北斗の拳6 激闘伝承拳 覇王への道（SFC） - 1992年11月20日、東映動画より発売。対戦型格闘ゲーム。左右の移動速度の遅さに比べてジャンプが異様なほどに高く速い、キャラクターが動かないときがあるなど、操作性の悪さで知られる作品[57]。上方攻撃ボタンのモーションがキャラクターごとにバラバラであり、良くも悪くも緻密さよりも特徴のある技や動きをできるだけ盛り込んだ作品となっている。原作を再現するためにバランスが非常に悪く、一部の技が特定のキャラクターに通じない（ケンシロウの無想転生がカイオウに通じない、カイオウの暗琉天破が黒夜叉に通じないなど）、一部キャラクターは基本動作の一部が実現不能（ラオウはしゃがめない）、などの仕様が確認される[58][59]。
- 北斗の拳7 聖拳列伝 伝承者への道（SFC） - 1993年12月24日、東映動画より発売。対戦型格闘ゲーム。ステージ2から登場するシンはガード不能の奥義連発によるハメが強力で、当時の多くのプレイヤーの心を折った。終盤には同様の難敵であるラオウが待ち構えており、クリアは容易ではない[60]。東映動画は本作を以てゲームソフト販売事業から一旦撤退した。
- 北斗の拳（SS） - 1995年12月22日、バンプレストより発売。バンプレストのセガサターン参入第1弾ソフト。原作後の世界を舞台にしたゲーム。リュウケンやトキが生きているなど、時間軸に矛盾が見られる。
  - 北斗の拳（PS） - 1996年8月30日、バンプレストより発売。上記のゲームの移植版。
- パンチマニア 北斗の拳（AC） - 2000年3月、コナミ（後のコナミアミューズメント）より発売。
- 北斗の拳 世紀末救世主伝説（PS） - 2000年10月26日、バンダイ（後のバンダイナムコエンターテインメント）より発売。開発はナツメ。3Dアクションゲーム。
  - ポリゴングラフィックによる筋肉描写、断末魔を上げて炸裂する表現など、過剰なまでの原作準拠の演出から却って「原作の世界観を茶化すギャグ的表現」とバカゲーとしての評価をされている[56]。
- パンチマニア 北斗の拳2（AC） - 2000年12月、コナミ（後のコナミデジタルエンタテインメント）より発売。
- 実戦パチスロ必勝法! 北斗の拳（PS2） - 2004年5月27日、サミーより発売（限定版も発売）。
  - 実戦パチスロ必勝法! 北斗の拳 Plus（PS2） - 2005年2月24日、サミーより発売。
- 実践パチスロ必勝法! 北斗の拳DS（DS） - 2005年6月4日、サミーより発売。
- 実戦パチンコ必勝法! CR北斗の拳（PS2） - 2005年12月22日、サミーより発売。
- 実戦パチスロ必勝法! 北斗の拳SE DS（DS） - 2006年8月10日、サミーより発売。
- 北斗の拳（AC） - 2005年12月6日、セガ（後のセガ・インタラクティブ）より発売。対戦型格闘ゲーム。
  - 北斗の拳 〜審判の双蒼星 拳豪列伝〜（PS2） - 2007年3月29日、セガより発売。上記のAC版の移植。
- 北斗の拳 〜北斗神拳伝承者の道〜（DS） - 2008年2月14日、スパイク（後のスパイク・チュンソフト）より発売。
- 北斗の拳オンライン（MMORPG） - 2005年6月29日、ガンホー・オンライン・エンターテイメントが『北斗の拳』の世界を題材としたオンラインRPGの開発を発表。サービス開始は2006年内としていたが予定を延期 、2007年第2四半期βテストを行った後、2008年7月より正式サービスが開始された。2009年9月30日を以てサービスを終了した。アイテム課金制。
- パチスロ北斗の拳、CR北斗の拳 （オンラインゲーム・アプリ） - 2005年7月20日より順次稼働。サミーネットワークスがサミー777タウンにて配信。
- 北斗の拳 早拳伝 （アプリ） - 2006年3月24日FOMA対応、2006年6月22日au BREWR対応、ゲームドゥがモブキャストよりmobGameにて配信。
- 実戦パチスロ・パチンコ必勝法! Sammy's Collection 北斗の拳 Wii（PS2） - 2007年5月24日、サミーより発売。
- 世紀末麻雀伝説 北斗 （アプリ） - 2007年3月14日iモード,Yahoo!ケータイ対応、2007年5月EZweb対応、スクウェア・エニックスによるリリース。
- 北斗の拳GPS （アプリ） - 2007年6月12日FOMA対応、2007年7月25日au BREWR対応、ゲームドゥがモブキャストよりmobGameにて配信。
- 実戦パチスロ必勝法! 北斗の拳2 乱世覇王伝 天覇の章（PS2） - 2007年10月11日、サミーより発売。
- 北斗の拳 ラオウ外伝 天の覇王（PlayStation Portable） - 2009年1月22日、ライトウェイト (ゲーム会社)より発売。ラオウを主人公とした、外伝的作品。
- 北斗無双（PS3、Xbox 360） - 2010年3月25日、コーエー（後のコーエーテクモゲームス）より発売。同社ゲーム『無双シリーズ』のゲームデザインを用いている初のHD画質による3Dアクションゲーム。
  - 北斗無双 International（PS3） - 2010年12月2日、コーエーテクモゲームスより発売。
- 北斗の拳 〜百万の救世主伝説〜（ソーシャルゲーム） - 2011年3月1日、ケイブよりサービス開始。初のソーシャルゲーム化。
- 北斗の拳 〜世紀末麻雀伝説〜 （アプリ） - 2011年6月13日iモード,Yahoo!ケータイ対応、サミーネットワークスがサミー777タウンにて配信。
- 実戦パチスロ必勝法! 北斗の拳F 世紀末救世主伝説（PS3） - 2012年5月31日、サミーより発売。
- 北斗の拳II 〜 百万の覇王乱舞〜（ソーシャルゲーム） - 2012年6月1日、ケイブよりサービス開始。百万の救世主伝説がリニューアルした。
- 真・北斗無双（PS3、Xbox 360） - 2012年12月20日（PS3、360）、コーエーテクモゲームスより発売。
  - 真・北斗無双（Wii U） - 2013年1月31日（Wii U）、コーエーテクモゲームスより発売。上記のゲームの移植版。
- 北斗の拳 激打MAX（オンラインタイピングゲーム） - 2013年9月2日、マイクロビジョンよりYahoo!モバゲーでサービス開始。
  - 北斗の拳 百裂MAX 〜1億人のタイピング伝説〜（オンラインタイピングゲーム） - 2015年10月26日、マイクロビジョンよりニコニコアプリでサービス開始。
- 北斗の拳〜世紀末覇者麻雀バトル〜（アプリ） - 2013年12月17日、『麻雀 雷神 -Rising-』とのコラボアプリ。エイチームより配信。
- 北斗の拳 スマートショック（アプリ） - 2016年6月17日、ディー・エヌ・エーより配信。スマートフォン（Android・iOS）専用。
- 北斗が如く（PS4） - 2018年3月8日、セガゲームスより発売。同社ゲーム『龍が如く』のゲームデザインを用いているアクションアドベンチャー[61]。
- 北斗の拳 LEGENDS ReVIVE（アプリ） - 2019年9月5日、セガゲームスよりリリース。開発・運営はプレイハート[62]。最大6人でチームを組み敵と戦うアクションRPG。
- Fit Boxing 北斗の拳 〜お前はもう痩せている〜（Switch） - 2022年12月22日、イマジニアより発売予定。フィットネスソフト『Fit Boxing』シリーズとのコラボレーション作品[63]。

その他、『ファミコンジャンプ 英雄列伝』、『ジャンプアルティメットスターズ』、『ジェイスターズ ビクトリーバーサス』、『週刊少年ジャンプ オレコレクション!』、『週刊少年ジャンプ 実況ジャンジャンスタジアム』、『ジャンプチ ヒーローズ』、『JUMP FORCE』といったジャンプ作品のキャラクターが集合するゲームにてケンシロウを始めとする一部キャラクターが参加している。

### パチスロ・パチンコ
2003年にケンシロウをメインキャラクターにしたパチスロ機『北斗の拳』がパチスロメーカーサミーから発売され大人気となった。このパチスロ機は史上最高の60万台を超える出荷台数を記録している。2006年に後継機『北斗の拳SE』が発売され、2007年にはラオウをメインキャラクターに据えて『北斗の拳2 乱世覇王伝 天覇の章』が発売となっているなど、パチスロの分野でも人気は衰えていない。2002年・2005年にはパチンコ機『CR北斗の拳』も登場したが、こちらはパチスロ機ほどの人気は得られなかった。しかし2008年9月に登場した『ぱちんこCR北斗の拳 ケンシロウ』『ぱちんこCR北斗の拳 ラオウ』は、登場人物の3D表現が巧みになり、原作と遜色なく楽しめる派手な演出が人気を集めた。2011年には初代『パチスロ北斗の拳』を継承した『パチスロ北斗の拳・世紀末救世主伝説』が販売された。

## 関連作品
本作の完結後も以下の作品群が発表されている。
『蒼天の拳』
作：原哲夫、監修：武論尊 『週刊コミックバンチ』
本作の前日談で兄弟作にあたり、2001年より連載開始。1935年の上海を舞台に、ケンシロウの2代前の伝承者、霞拳志郎の活躍を描く。
『小説・北斗の拳-呪縛の街-』
『北斗の拳』の時系列では最も新しい話。ラストランドでのケンシロウの活躍を描く。これを原作としてOVA『新・北斗の拳』が制作された。
『天の覇王 北斗の拳ラオウ外伝』
原案：武論尊・原哲夫、作画：長田悠幸 『週刊コミックバンチ』
原作とは異なる絵柄となっている。世紀末覇王として乱世を平定しようとする北斗の長兄ラオウの激闘を描く。その生きざまは世紀末救世主として語られるケンシロウと対極する。オリジナルキャラクターの登場の他、既知の登場人物とラオウとの『北斗の拳』の原作にはない戦い（VSユダ、VSサウザー）やトキ、アミバ、リュウガなどとの関わり合いが描かれている。
『北斗の拳ユリア外伝 慈母の星』
原案：武論尊・原哲夫、作画：笠井晶水 『ビッグコミックスペリオール』
原作とは異なる絵柄となっている。物語には、『北斗の拳』特有のアクションや暴力的な場面は少ない。ユリアに人の運命を予知できる能力があることが描かれている。単行本単巻。
『北斗の拳レイ外伝 華麗なる復讐者』
原案：武論尊・原哲夫、作画：猫井ヤスユキ 『週刊コミックバンチ増刊』 読み切り
『蒼黒の餓狼 -北斗の拳 レイ外伝-』
原案：武論尊・原哲夫、作画：猫井ヤスユキ 『週刊コミックバンチ』
原作とは異なる絵柄となっている。原作では描かれていない、知られざる南斗水鳥拳レイの闘いを読むことができる。上記の読切を経て、2007年に連載された。
『北斗の拳リュウケン外伝 -JUDGEMENT DAY-』
原案：武論尊・原哲夫、作画：ヒロモト森一 『週刊コミックバンチ増刊』 読み切り
ワイルドな画風で、原作の絵のギャグ的な部分も含めている。設定は、世界が全面核戦争に突入するさなかの日本。北斗神拳伝承者の決定を巡って、リュウケンとラオウとの間に交わされた密約を描いている。
『銀の聖者 北斗の拳 トキ外伝』
原案：武論尊・原哲夫、作画：ながてゆか 『週刊コミックバンチ』
トキを主人公とした漫画で「奇跡の村」が舞台となっている。
『極悪ノ華 北斗の拳ジャギ外伝』
原案：武論尊・原哲夫、作画：ヒロモト森一 『週刊コミックバンチ』
ジャギを主人公とした漫画作品。2009年より連載開始。
『彷徨の雲 北斗の拳 ジュウザ外伝』
原案：武論尊・原哲夫、作画：加倉井ミサイル 『週刊コミックバンチ』
ジュウザを主人公とした漫画作品。2010年より連載開始。単行本上下巻。
『DD北斗之拳』
原案：武論尊・原哲夫、監督：カジオ、制作：BLACK-BOX ショートアニメ、および『R25』
2008年の「作品誕生25周年記念」に制作された、2頭身キャラクターによるギャグ作品。「もし199X年、世界は核の炎に包まれていなかったら…」という設定で、平和な現代が舞台。なお「DD」は「Design Deformation」の略。
2011年1月11日から4月5日まで関西テレビ深夜アニメ枠・アニメわ〜く!でショートアニメ版が放送された。
『DD北斗の拳』
原案：武論尊・原哲夫、作画：カジオ『月刊コミックゼノン』
上記の『DD北斗之拳』をベースにしたギャグ漫画作品。2010年12月から2016年8月まで連載。
2013年4月から同年6月までテレビアニメ第1期が、2015年10月から同年12月までテレビアニメ第2期が放映（上記『北斗之拳』とは別作品となる）。
『北斗の拳 外道伝』
原作：武論尊・原哲夫、シナリオ：河田雄志、協力『月刊コミックゼノン 2013年2月号』 読み切り
原作では悪役として登場するKINGの4大幹部を主人公とした短編集。行徒妹作画のハートを主人公とする『HEART of Meet〜あの日の約束〜』と、同スペードを主人公とする『LIFE is OFFSIDE』とダイヤとクラブを主人公とする『追憶のヘヴィメタル』の3編から構成される。
『北斗の拳 イチゴ味』第1巻に収録。
『金翼のガルダ〜南斗五車星前史〜』
原案：武論尊・原哲夫、作画：山口陽史『月刊コミックゼノン』
本作オリジナルの南斗聖拳流派「南斗神鳥拳」の使い手・ガルダという人物を主人公とした漫画作品。2013年より連載開始。
『北斗の拳 イチゴ味』
原案：武論尊・原哲夫、シナリオ：河田雄志、作画：行徒妹『WEBコミックぜにょん』
2013年3月より連載。サウザーを主役に、原作に似せた画風のギャグ漫画。単行本既刊9巻。
2015年6月20日にアニメ化が決定したことが発表され、2015年10月から同年12月まで『DD北斗の拳2 イチゴ味+』内で放送された。
『北斗の拳 拳王軍ザコたちの挽歌』
原案：武論尊・原哲夫、作画：倉尾宏『マンガほっと』
2017年11月から2020年2月まで連載。就職難の世紀末で拳王軍に就職したノブを主人公とするギャグ漫画。単行本全3巻。
『ケンシロウによろしく』
作画：ジャスミン・ギュ『週刊ヤングマガジン』
2020年3月より連載。漫画・北斗の拳に影響された主人公・沼倉はケンシロウに憧れ復讐のために体を鍛え、ツボの知識を得て凄腕のマッサージ師となったパロディ漫画。第1巻発売時には原哲夫、第2巻発売時には武論尊のコメントが単行本の帯に掲載された。単行本既刊7巻。2023年9月22日よりDMM TV独占配信で実写ドラマが配信開始。
『北斗の拳 世紀末ドラマ撮影伝』
原案：武論尊・原哲夫、作画：倉尾宏『ゼノン編集部』
2021年2月より連載。「もしも『北斗の拳』が実写ドラマだったら」というコンセプトの元、その撮影現場の様子を描いたコメディ作品。劇中におけるドラマ「北斗の拳」は原作のないオリジナルの内容という設定。単行本既刊5巻。
『北斗の拳外伝 天才アミバの異世界覇王伝説 異世界に行ってもおれは天才だ!! ん!? まちがったかな…』
原案：武論尊・原哲夫、原作：錦ソクラ、作画：なっとうごはん『月刊コミックゼノン』
2021年12月号より連載。ケンシロウに敗れて死亡したアミバが異世界に転生した姿を描く作品。単行本既刊7巻。

## その他
- 死刑制度は人民が本来持っていた「復讐権」を国家が奪っているとし、仇討ち制度の復活を唱えている呉智英は、本作の面白さは登場人物が復讐権を自在に行使できる点にあると評している。
- 日清の即席ラーメン「ラ王」は、『北斗の拳』とは無関係だった[注 8]が、『パチスロ北斗の拳』の大ヒットとそれに伴う『北斗』のリバイバルヒットの波に乗り、タイアップ商品「ラオウのラ王」（黒麻油豚骨味）および「ケンシロウのラ王」（醤油豚骨味）が発売された。
- テレビ番組『いただきマッスル!』（中京テレビ制作・日本テレビ系）で原哲夫が本作風の出演者のイラストを提供している。なお、この番組のナレーションはケンシロウ役の神谷明が担当していた。
- ポッカコーポレーションより、2010年2月下旬より期間限定で「北斗の缶」が発売された 。これはポッカコーヒーの表面に漫画の絵をプリントしたものである。
- 2010年12月に、プライムショッピングの通販グッズとして「アブトロニックX2 北斗の拳」が発売。これは腹筋強化器具「アブトロニック」と本作のコラボ商品で、CMナレーションはテレビアニメ版でナレーションを担当した千葉繁を起用し、CM中で使用されたアニメの映像は『真救世主伝説』シリーズのものが使われている。
- 2011年3月24日、不二ラテックスのコンドーム、「JUST FIT」シリーズとコラボ  した商品が発売された。サイズ別の箱パッケージにキャラクターの顔が描かれている（ラオウ=XL・ウルトラサイズ、ケン=MF・フリーサイズ、トキ=L・ラージサイズ）。コンセプトは「愛と優しさを取り戻せ!」。
- 2011年に発生した東日本大震災および福島第一原子力発電所事故以降、作品冒頭ナレーションの「核の炎」というフレーズを避けた派生作品が登場している。2012年発売のゲームソフト『真・北斗無双』や2015年放送のアニメ『北斗の拳 イチゴ味』など。
- 2016年3月26日、当日開業した北海道新幹線の新函館北斗駅にある北斗市観光交流センターにケンシロウの銅像が設置された[73]。
- 2018年には北斗の拳35周年記念プロジェクトの一環として、いくつかの記念企画が実施された。
  - 同年7月22日から武論尊の出身地である長野県佐久市を営業エリアとする千曲バスが、佐久市内循環バスと千曲三線に運用される車両に北斗の拳のキャラクターを用いたラッピングバスの運行を開始。千曲三線に運用される車両には「佐久市に来い!!」のフレーズが付け加えられている[74]。
  - 同年7月30日 - 9月17日、京浜急行電鉄で北斗の拳35周年×京急120周年記念「北斗京急周年のキャンペーン」が実施。駅名看板が『北斗の拳』仕様に特別装飾され、記念乗車券「北斗の券」が発売された[75]。
  - 同年8月27日、北斗の拳の登場人物であるハートがバーチャルYouTuber化することを株式会社Donutsが発表し、それに伴い操者を決めるオーディションを株式会社ノース・スターズ・ピクチャーズと共同で同年9月17日まで開催した[76]。同年11月20日、YouTubeチャンネル「ハート様のはーとふるステーション」にてデビューを果たした[77]。
  - 同年9月13日、週刊少年ジャンプに第1話が掲載されたこの日を日本記念日協会が「北斗の拳の日」として登録した[78]。
  - 同日には「北斗の拳の日」制定発表および、本作が1万年後まで遺るようにとの想いを込め、第1話だけを特殊な方法で全48枚・総重量1トンに及ぶ石板群に刻印した「北斗の拳 石版」が作られ、お披露目セレモニー「伝承式」が開催。これらの石版は後日1枚1枚がチャリティー目的でヤフオク!に出品された。
- 2018年11月20日NHK BSプレミアムで「アナザーストーリーズ 運命の分岐点 北斗の拳誕生〜舞台裏のもう一つの格闘」が放映され、原哲夫、武論尊、担当編集の堀江信彦がそれぞれ秘話を語った[79]。